# Charles Howard (1. hrabia Nottingham)
Charles Howard, baron Howard of Effingham (od 1573), hrabia Nottingham (od 1597) (ur. 1536, zm. 14 grudnia 1624 w Croydon, Anglia) – angielski admirał, najstarszy syn Williama Howarda i Margaret Gamage, kuzyn królowej Elżbiety I Tudor, lord admiralicji latach 1585–1619; lord admiralicji, który pobił w roku 1588 hiszpańską „niezwyciężoną armadę” i zdobył Kadyks w 1596.

## Życiorys
Podczas rządów Marii I Tudor służył na morzu pod rozkazami swego ojca. Po śmierci Marii i wstąpieniu na tron Elżbiety I Tudor natychmiast objął ważną funkcję na dworze królewskim. W 1599 był ambasadorem we Francji, a w 1562 reprezentantem hrabstwa Surrey w parlamencie. W 1569 dowodził jazdą w służbie hrabiego Warwick, zajmującego się dławieniem rebelii katolickich lordów w północnej Anglii. W 1570 został dowódcą eskadry okrętów, które oficjalnie konwojowały królową Hiszpanii w trakcie żeglugi z Flandrii przez kanał La Manche, lecz prawdopodobnie misja ta mogła mieć także inne, militarne cele. W 1572 pasowano go na rycerza. W 1573 odziedziczył po śmierci ojca tytuł barona Effingham.
W 1585 otrzymał stanowisko lorda wielkiego admirała, czyli głównodowodzącego floty angielskiej. W 1586 był jednym ze świadków w procesie dawnej szkockiej królowej Marii Stuart, w trakcie którego namawiał królową Elżbietę Tudor do podpisania wyroku skazującego Marię Stuart na ścięcie. W 1587 królowa Elżbieta mianowała go dowódcą floty i armii na wojnę z Hiszpanią, powierzając mu misję przygotowania ich do konfliktu. Charles Howard opłacił skonstruowanie większości okrętów i zawiesił swoją banderę na osiemsettonowym „Ark Royal” Waltera Raleigha. W momencie, gdy hiszpańska Armada wypłynęła do kanału La Manche, Howard użył ostrożnej taktyki, wedle której trzymał angielskie statki z dala od zasięgu floty hiszpańskiej, zabraniając podlegającym mu dowódcom Francisowi Drake’owi i Johnowi Hawkinsowi na przeprowadzenie frontalnego szturmu. Zamiast tego atakował okręty Hiszpanów na odległość, dzięki czemu większe szkody poczyniła Armadzie niesprzyjająca pogoda, niż akcje Anglików. Równocześnie Howard został zmuszony do wylądowania w Margate z powodu tyfusu, na który zachorowało wielu jego ludzi. Osobiście podjął się szukania dla nich kwater w szopach i stodołach.
W 1596 Hiszpanie po raz kolejny wszczęli wojnę. Tym razem Howardowi przyszło połączyć siły z Robertem Devereux, hrabią Essex – faworytem królowej, w ataku na Kadyks. Howard dowodził flotą 47 okrętów i wielu transportowców z desantem pod wodzą Essexa na Kadyks, dokąd przypłynęli 30 czerwca 1596. Atakując następnego dnia, przełamali hiszpańską obronę: okręty zaczęły się wycofywać, a kilka osiadło na mieliźnie; Anglicy spalili dwa i zdobyli dwa duże galeony. Zdobycie większej liczby okrętów uniemożliwił Devereux, który od razu wylądował, przez co Howard musiał podążyć w jego ślady. Port Kadyksu został przez nich zajęty i ograbiony, a kilkadziesiąt okrętów Hiszpanie spalili, by uniknąć zagarnięcia ich przez Anglików – zdołali jednak ocalić część floty, wyprowadzając ją z zatoki.
W 1597 Howard został hrabią Nottingham, przez co popadł w konflikt z ogarniętym zazdrością Robertem Devereux, przypisującym sobie najwięcej zasług związanych ze zdobyciem Kadyksu. W obawie przed najazdem ze strony Hiszpanii królowa Elżbieta mianowała Howarda głównodowodzącym angielskich sił morskich i lądowych. Devereux wywołał w kraju rebelię. Howard zaskarbił sobie wtedy sympatię królowej, uczestnicząc w tłumieniu buntu i zeznając na procesie Devereux. W 1603 był świadkiem śmierci królowej, która sukcesję na tronie Anglii zapisała szkockiemu władcy Jakubowi VI Stuartowi (znanemu później jako Jakub I Stuart). Gdy po śmierci królowej Jakub objął rządy w Anglii, Howard pracował w komisji ds. unii między Anglią i Szkocją oraz był świadkiem na procesie sprawców uczestniczących w spisku prochowym – nieudanym zamachu na Jakuba I Stuarta.